# Adolf Otto Jäger
Adolf Otto Jäger (* 25. Juni 1920 in Usseln; † 7. Juni 2002) war ein deutscher Psychologe und Lehrstuhlinhaber.

## Leben
Adolf Otto Jäger wurde in Usseln in Waldeck als Sohn von Addy Jäger, geborene Winckler, und des evangelischen Pastors Karl Jäger geboren. Er besuchte das Gymnasium in Korbach im Landkreis Waldeck-Frankenberg, studierte in Göttingen Psychologie und schloss das Studium 1954 als Diplom-Psychologe ab. 1958 wurde er in Göttingen zum Dr. rer. nat. promoviert und 1965 habilitierte er sich in Gießen. Von 1955 bis 1965 war er Leitender Psychologe der Deutschen Gesellschaft für Personalwesen gewesen, deren Vorstand er von 1955 bis in die 1980er Jahre angehörte, von 1965 bis 1968 Leiter der Abteilung für Arbeits- und Betriebspsychologie der Universität Gießen. Ab 1958 war er Mitglied des Testkuratoriums des Berufsverbandes deutscher Psychologen und der Deutschen Gesellschaft für Psychologie.
Im Jahr 1968 wurde er ordentlicher Professor für Psychologie an der Freien Universität Berlin, wo er ein Institut für Psychologie im Fachbereich Erziehungswissenschaft gründete.
Er war ab 1947 mit Ingeborg Jäger, geborene Deutsch, verheiratet und hatte drei Töchter (Renate, Sabine und Katrin).

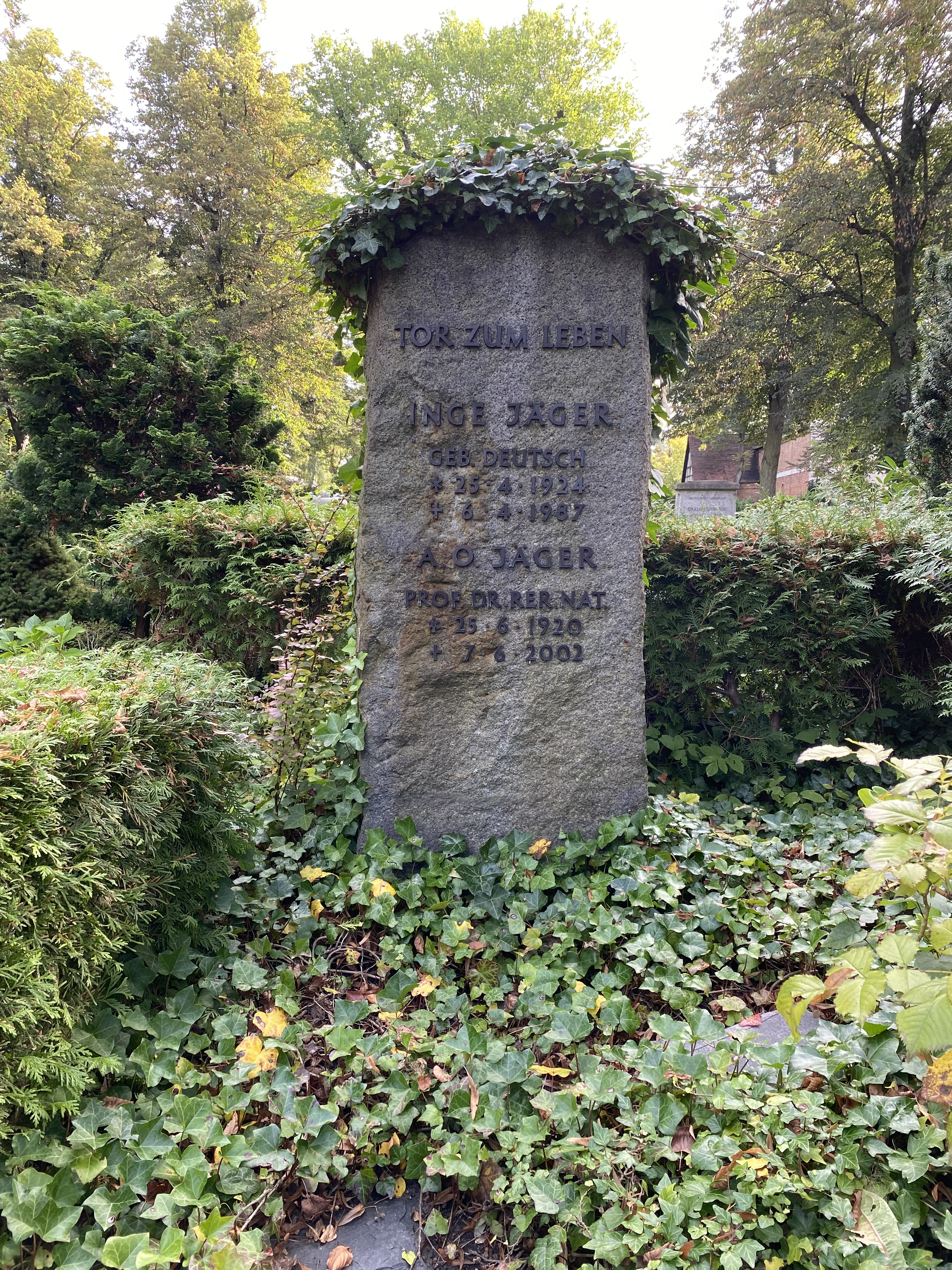
Grabstätte (Feld 006-75)

Adolf Otto Jäger starb 2002 im Alter von 81 Jahren. Sein Grab befindet sich auf dem Friedhof Dahlem in Berlin.

## Werk

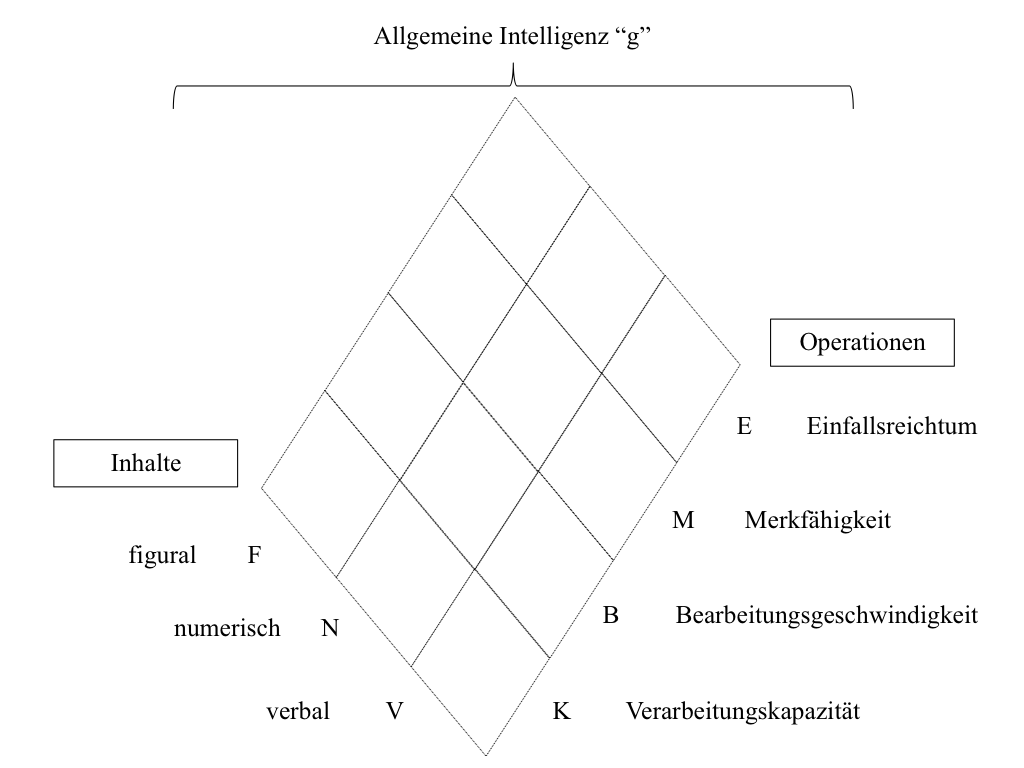
Berliner Intelligenzstrukturmodell

Er formulierte das Berliner Intelligenzstrukturmodell, welches eine mehrfaktorielle Theorie der Intelligenztheorien darstellt, und entwickelte darauf aufbauend mit Heinz-Martin Süß und André Beauducel den Berliner Intelligenzstruktur-Test (BIS-Test; Version 4), wie er noch heutzutage eingesetzt wird. In seinem Forschungsprojekt „Produktives Denken/Intelligentes Verarbeiten“ wollte er die verschiedenen konkurrierenden Theorien vereinen.

## Veröffentlichungen (Auswahl)
- mit Klaus Holzkamp und F. Merz: Prognose und Bewährung in der psychologischen Diagnostik. Verl. f. Psychologie Hogrefe, Göttingen 1966.
- Dimensionen der Intelligenz. Verl. für Psychologie Hogrefe, Göttingen 1967; 3. Auflage ebenda 1973.
- Mehrmodale Klassifikation von Intelligenzleistungen: Experimentell kontrollierte Weiterentwicklung eines deskriptiven Intelligenzstrukturmodells. In: Diagnostica. 28, 1982, S. 195–225.
- Intelligenzstrukturforschung: Konkurrierende Modelle, neue Entwicklungen, Perspektiven. [Structural research on intelligence: Competing models, new developments, perspectives]. In: Psychologische Rundschau. Band 35, Nr. 1, 1984, S. 21–35.
- mit W. Sperber, S. Wörpel und R. Pfister: Praktische Intelligenz: Untersuchungsbericht und erste Ergebnisse. Institut für Psychologie im Fachbereich Erziehungs- und Unterrichtswissenschaften der Freien Universität Berlin, Berlin 1985.
- Validität von Intelligenztests. In: Diagnostica. Band 32, Nr. 4, 1986, S. 272–289.
- mit Dietmar Kleine: Kriteriumsvalidität eines neuartigen Tests zum Berliner Intelligenzstrukturmodell. Inst. für Psychologie, Berlin 1987.
- mit H.-M. Süß und A. Beauducel: Berliner Intelligenzstruktur-Test. Form 4. Hogrefe, Göttingen 1997.
- mit Heinz Holling, Franzis Preckel, Ralf Schulze, Miriam Vock, Heinz-Martin Süß und André Beauducel: Berliner Intelligenzstrukturtest für Jugendliche: Begabungs- und Hochbegabungsdiagnostik. Hogrefe, Göttingen 2006.